# 蒲鮮万奴
蒲鮮 万奴（ほせん ばんど、生没年不詳）は、13世紀前半に中国東北部（満州）からロシア沿海地方で活動した女真の武将。金朝に仕えていたが、金末の混乱期に自立して大真国を建国した。
ブカヌともいう。『聖武親征録』では也奴、『元朝秘史』では夫合奴とも表記されるが、これらはいずれも「万奴（ṳan nu）」同音異訳であると見られる。また、ペルシア語史料の『集史』ではفوجیو تاییشی（fūjīū tāīīshī）とも表記される。
蒲鮮万奴の列伝は『金史』『元史』ともに存在せず、その生涯については諸史料に断片的な記録に残るに過ぎない。そのため、蒲鮮万奴の生涯については不明な点が多く、日本の東洋史学者の間でも活発な議論がなされたことがある。

## 概要

### 出自
蒲鮮万奴の出自については史料上に全く記載がないが、『元史』巻119列伝6塔思伝などでは「完顔万奴」とも表記され、金朝の宗室に連なる家系の出であったと見られる。これを裏付けるように、『帰潜志』巻5には「［金の］宗室の万奴」、「東平王世家」には「完顔万奴、金の内族也」と記されている。
蒲鮮万奴が始めて史料上に現れるのは1206年（泰和6年/丙寅）のことで、開禧用兵によって侵攻してきた南宋の将の皇甫斌を撃退するため金・南宋国境地帯に派遣された。平章の僕散揆の配下にあった「副統尚厩局使」の蒲鮮万奴は完顔賽不・完顔達吉不らとともに7千騎を率いて南宋軍を夜襲し、完顔賽不が中軍を、完顔達吉不は左翼軍を、蒲鮮万奴は右翼軍をそれぞれ率いて南宋軍を大いに撃ち破った。南宋軍が潰走すると蒲鮮万奴は真陽路への道を断って退路を塞ぎ、金軍は陳沢で南宋軍を包囲し斬首2万級・戦馬や家畜1千余りを得る大勝利を得た。この大勝利を受けて完顔賽不・蒲鮮万奴はそれぞれ爵位を上げられ、以後蒲鮮万奴が金の将として重用される端緒を作ることになった。

### 金の宣撫使として

チンギス・カン在世中の諸遠征とモンゴル帝国の拡大

1211年（大安3年/辛未）、モンゴル軍の侵攻を受けた金朝は野狐嶺の戦いにおける惨敗によって長城以北の統制を失い、遼東方面では契丹人の耶律留哥が金軍を破り、モンゴル軍の助けを得て自立した。これを受けて、金朝朝廷は東北路招討使の官衙をタオル河流域の泰州から東方のスンガリ河流域の肇州に移し、これにあわせて耶律留哥討伐のため完顔鉄哥と蒲鮮万奴を派遣した。この時、蒲鮮万奴は完顔鉄哥と行動を別にして咸平府に駐屯しており、当初は北方の肇州から完顔鉄哥が、南方の咸平から蒲鮮万奴が、丁度その中間に位置する耶律留哥を挟み撃ちにする計画であったと見られる。
しかし、完顔鉄哥の方が軍が強力なことを忌避した蒲鮮万奴は騎兵2千を派遣するよう要請し、また独自に泰州から兵3千と戸口を咸平に移そうとした。蒲鮮万奴の「異志」を察知していた完顔鉄哥は蒲鮮万奴の要求を拒否したものの、蒲鮮万奴が宣撫使に昇格すると援軍を派遣しなかった罪により完顔鉄哥は殺害されてしまった。蒲鮮万奴の遼東派遣、咸平等路宣撫への任命が1214年（貞祐2年/甲戌）に行われたことは、モンゴル側の史料『聖武親征録』にも記載がある。
同年秋頃、自らに逆らう完顔鉄哥を排除した蒲鮮万奴は奥屯襄らとともに遂に耶律留哥討伐のため40万と号する大軍を率いて北上した。耶律留哥は蒲鮮万奴軍を帰仁県北の河沿いに迎え撃ち、激戦の末蒲鮮万奴軍は潰走して東京遼陽府まで逃れた。これを受けて金の宣宗は11月に詔を蒲鮮万奴・奥屯襄らに出し、「上京・遼東」は国家の重地であって、各軍は相互に協力して挽回せよと命じている。

### 大真国の樹立

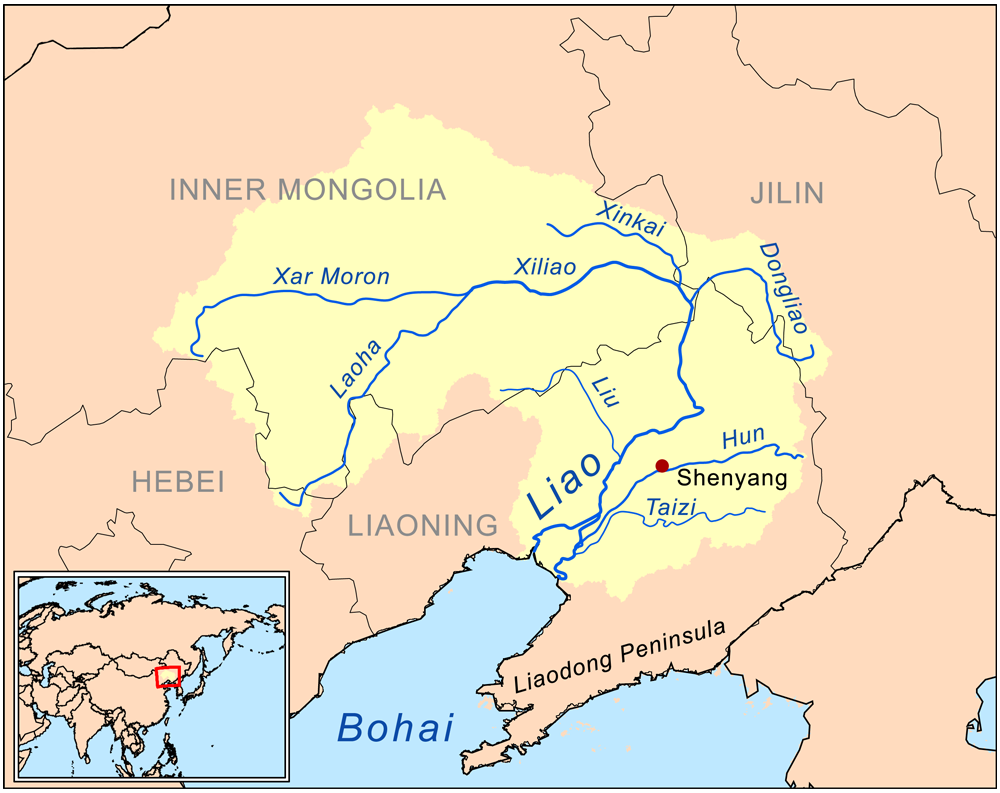
遼河周辺図

1215年（貞祐3年/乙亥）正月、モンゴル左翼軍に属する石抹エセンの助けを得た耶律留哥は蒲鮮万奴の駐屯していた東京遼陽府を攻略し、遼東一帯を平定した。この頃の蒲鮮万奴の動向は明らかではないが、耶律留哥との直接対決を避けて同年3月には瀋州・広寧方面で軍を率いて駐屯していたようである。一方、耶律留哥の陣営（東遼）では耶律可特哥が蒲鮮万奴の妻の李僊娥を娶ったことが問題となり、自らの地位に不安を抱いた耶律可特哥は耶律廝不らを抱き込んで耶律留哥に叛旗を翻した（後遼政権）。
東遼の内紛を好機と見た蒲鮮万奴は独自に咸平府・遼陽府・瀋州・澄州などを攻略して事実上金朝より離反し、多くの猛安・謀克がこれに従った。同年3月、蒲鮮万奴は9千の兵を率いて高麗国境に近い婆速路の境に進軍したものの、桓端が派遣した温蒂罕怕哥輦によって撃退された。4月には上京会寧府を掠奪するも、金の都統兀顔鉢轄がこれを迎え撃った。また、この時蒲鮮万奴は別に5千の兵を望雲駅攻略に派遣しているが、都統奥屯馬和尚・都統夾谷合打によって三叉里で撃退されている。5月には逆に都統温蒂罕福寿によって蒲鮮万奴の兵が大寧鎮で攻められ、殲滅された。9月には蒲鮮万奴配下の9千が宜風・湯池に出たが、桓端に敗れて潰走した。しかし、同時期に奄吉斡・都麻渾・賓哥・出台・答愛・顔哥・不灰・活拙・按出・孛徳・烈隣の11猛安が蒲鮮万奴に来附しており、女真族の再結集を目指すという蒲鮮万奴の意図は遼東一帯の女真人に共有されていたようである。
遼東の大部分を平定し、自信を深めた蒲鮮万奴は同年10月、遂に「天王」と称し、国号を大真と定め、天泰と改元した。しかし、これ以後遼東では耶律留哥の東遼と離反した耶律廝不ら後遼の抗争が激しくなったためか、大真の建国から翌年の夏頃までの蒲鮮万奴の動向はほとんど記録に残っていない。ただし、高麗側の記録（『高麗史』）にはこの頃蒲察移剌都が蒲鮮万奴を破ったとの伝聞情報があり、大真国と金国の残存部隊の間で一進一退の攻防が繰り広げられていたようである。

### モンゴルへの服属と東遷

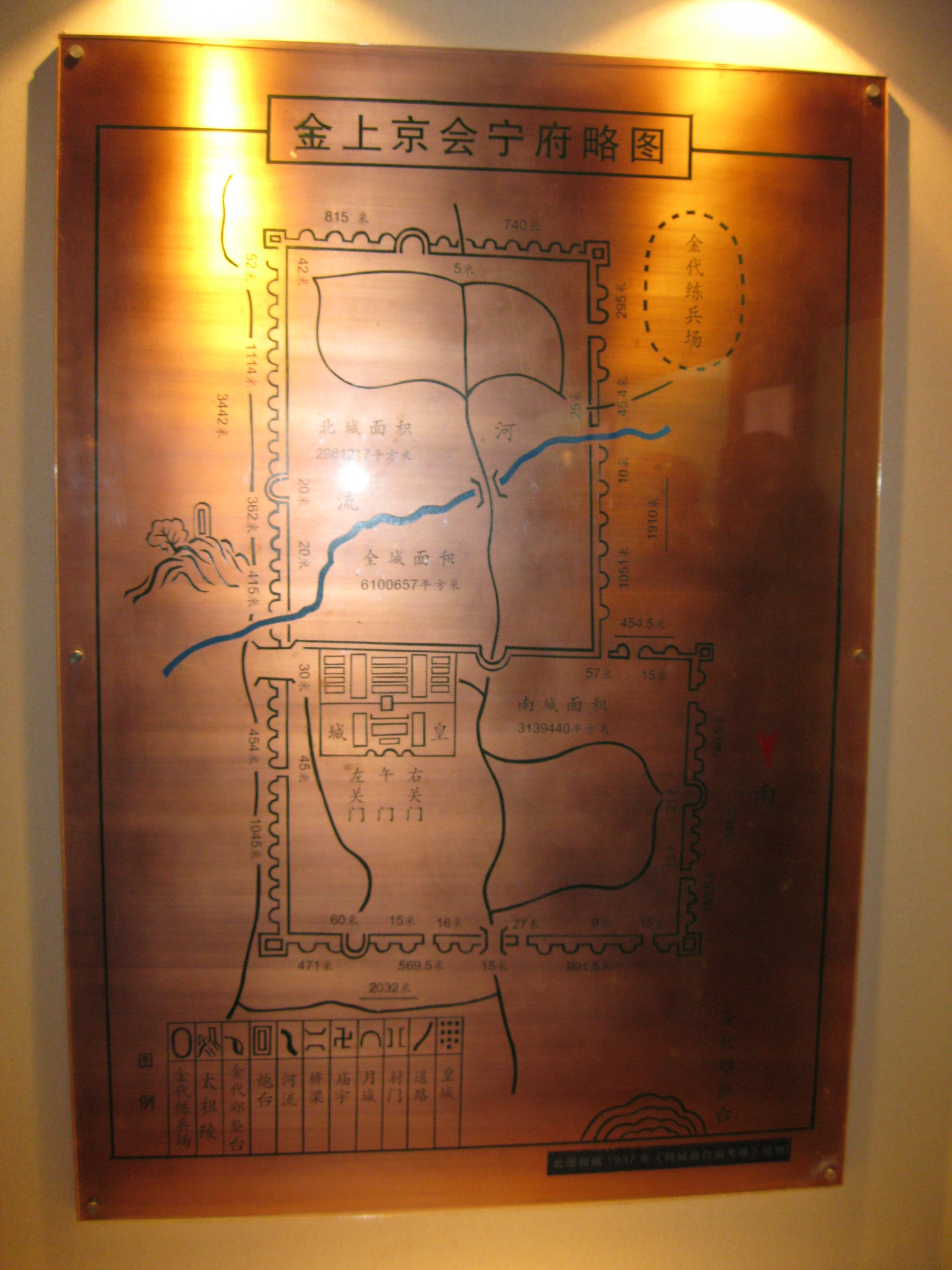
上京会寧府略図

1215年から1216年にかけて後遼・大真の自立によって遼東状勢が混迷を深めていた一方、モンゴル軍はこの方面に着実に勢力を広げており、1216年（貞祐4年/丙子）7月にはムカリが張致を破って遼西の大部分を平定していた。ここに至り、モンゴルの圧迫を避けがたいと見た蒲鮮万奴は投降を決意し、息子のテゲを質子（トルカク）としてモンゴルに差し出した。しかし、蒲鮮万奴は息子を差し出す一方でモンゴルへの完全な服属は拒み、10万余りの部衆を率いて「海島」に逃れた。この「海島」を「東海」すなわち日本海方面と解釈する説もあるが、大真国の宰相王澮が「浮海に遯去した」という記録があることから、鴨緑江下流域の鉄州に属する椵島こそが蒲鮮万奴の逃れ込んだ海島であるとする説もある。なお、蒲鮮万奴はモンゴルの支配下から逃れるにあたり、チンギス・カンが派遣した監督官である耶律捏児哥一家を殺害している。
1217年（興定元年/丁丑）正月、金朝より高麗国の寧徳城に蒲鮮万奴の高麗領侵攻を警告する使者が訪れており、同年春頃には蒲鮮万奴は海島より遼東半島に戻っていたようである。同年4月には金朝の警告通り蒲鮮万奴の兵が高麗領の大夫営を攻撃し、蒲鮮万奴と戦うために金の兵90人余りが鴨緑江を越えて高麗領最北端の義州に入っている。一方、金朝の側でも高麗国と接する婆速路が蒲鮮万奴の攻撃を受けていることが問題となり、完顔阿里不孫が婆速路に、蒲察五斤が上京路に、それぞれ派遣された。
高麗方面の出兵が不調に終わると、蒲鮮万奴は方向を変えて北東方面、すなわち女真人の故地となる地方への進出を始めた。蒲鮮万奴が始めて曷懶路（現在の北朝鮮東北部から中露国境地帯）への移動を表明した時、梁持勝なる人物が反対を表明したため杖刑に処せられた。梁持勝は密かに蒲鮮万奴の陣営を逃れて上京会寧府の行省太平に蒲鮮万奴の意図を伝えたものの、既に蒲鮮万奴と通じていた太平は金朝を裏切って上京の宗廟を打ち壊し、元帥の承充を捕らえてその軍を奪った。これを受けて蒲鮮万奴軍は上京に迫り、蒲鮮万奴への投降を拒んだ同知上京留守事の温蒂罕老児も蒲鮮万奴の息子のテゲによって殺されてしまった。
蒲鮮万奴による上京攻略は上首尾に運んだかに見えたが、元帥承充の娘の阿魯真は事態を知ると守備を固めて蒲鮮万奴の軍を拒み、承充が書いたとされる書状が届けられても詐術であるとして破り捨ててしまった。そこで蒲鮮万奴は力攻めを始めたが、阿魯真は男性の服をまとって息子の蒲帯とともに力戦し、蒲鮮万奴の兵数百人を殺し十人余りを捕虜とした。また、太平に欺かれた梁持勝が提控咸平治中裴満賽不・万戸韓公恕約と協力して太平を殺害したこともあり、思わぬ損害を蒙った蒲鮮万奴はやむなく包囲を解いて本来の目的地である曷懶路に向かった。また、上京で蒲鮮万奴と戦った紇石烈徳が戦後に「東京」に移ったとの記録があり、東京遼陽府を含む遼東一帯はこの時蒲鮮万奴の支配を脱し、金朝が支配を回復したようである。

### 「東夏国」時代
遼東地方一帯を放棄した蒲鮮万奴は東に進んで金の行政区画で言う所の合懶路・曷蘇館路・胡里改路、すなわち現在のロシア・中国・北朝鮮にまたがる日本海沿岸〜黒竜江中上流域を支配した。この領域では多数の中世城郭都市の遺跡が発見されており、とりわけ規模の大きいクラスノヤロフスコエ城址と城子山山城は文献史料上に記載のある「開元府」と「南京」にそれぞれ相当すると見られる。また、『元史』巻1太祖本紀には一度モンゴルに降った蒲鮮万奴が「既にしてまた叛し、東夏を僭称した」と記されており、これ以後蒲鮮万奴の勢力は「東夏国」と呼ばれるようになる。蒲鮮万奴が「東夏国」と称するようになった経緯、時期については諸説あるが、遼東一帯を放棄して東北地域を拠点に定めたことと結びつける説が主流である。なお、高麗国は何らかの理由で一貫して「東夏国」を史料上で「東真国」と呼称しているが、ここでは「東夏国」に統一して表記する。
蒲鮮万奴が遼東地域から北上して上京方面に出ていた頃、耶律留哥から離反した契丹人集団（後遼）は金朝の攻撃を受けて鴨緑江を渡り、高麗国内に侵入していた。耶律留哥への支援を約していたチンギス・カンは後遼の討伐のため哈真と札剌という武将を遼東方面に派遣したが、この時蒲鮮万奴もまた再びモンゴル帝国に服属したようである。そして1218年（興定2年/戊寅）12月、東夏国領を通過した「モンゴル（蒙古）元帥」の哈真と札剌率いるモンゴル帝国軍1万・蒲鮮万奴が派遣した完顔子淵率いる東夏国軍2万の連合軍が高麗の東北国境より現れ、高麗国に協力して「丹賊（＝後遼政権）」を討伐することを申し出た。高麗はモンゴル・東夏連合軍の申し出を受け容れ、協力して後遼政権を江東城にて滅ぼし、モンゴル帝国と高麗は「兄弟の関係」を結んだ。
1219年（興定3年/己卯）よりチンギス・カンが西方遠征を始め、モンゴル軍の大部分が東アジアを離れたこともあり、1220年代の東北アジアでは東夏国・高麗国・遼東の金朝残存勢力が並立する状況が定着した。江東城の戦いを経てモンゴル帝国と友好関係を樹立した高麗国は、毎年互いに使者を派遣することを約し、使者は必ず「万奴之地（東夏国）」を通過するよう取り決められていた。
ところが、1224年（正大元年/甲申）正月に東夏国は高麗に使者を派遣し、二通の国書をもたらした。一通には「モンゴルのチンギス・カンは絶域に赴いて所在が知れず、［モンゴル本土に残ったチンギスの末弟］オッチギンは貪暴不仁であり、［東夏国はモンゴル帝国との］旧好を既に絶った」と記され、もう一通には榷場（交易管理所）を互いに設置することの要求が記されていた。これを受けてモンゴル帝国の使者古与らは従来の東夏国領を通るルートではなく鴨緑江下流域を越えて高麗国内に入ったが、1225年（正大2年/乙酉）正月の帰路にて盗賊によって殺害されてしまった。この一件を経てモンゴル帝国・東夏国・高麗国の関係は悪化し、定期的な使者のやり取りは途絶え、蒲鮮万奴はしばしば高麗に出兵するようになった。1225年8月には朔州を、1227年（正大4年/丁亥）9月には定州・長州を、1228年（正大5年/戊子）7月には長平鎮を、それぞれ東夏国の兵が侵掠している。1229年（正大6年/己丑）2月には東夏国より高麗に講和の使者が出されたが、交渉は失敗に終わり再び高麗領和州が掠奪を受けた。この間、蒲鮮万奴が高麗国に語ったようにモンゴル帝国ではチンギス・カンが常に遠征の途上にあり、モンゴル軍は遼東方面にはほとんど介入することがなかったことが東夏国の延命に幸いしていた。しかし、チンギス・カンが死去しその息子のオゴデイを中心とする新たな体制がモンゴルで発足すると、東夏国は再びモンゴル軍の侵攻に晒されることとなる。

### 東夏国の滅亡

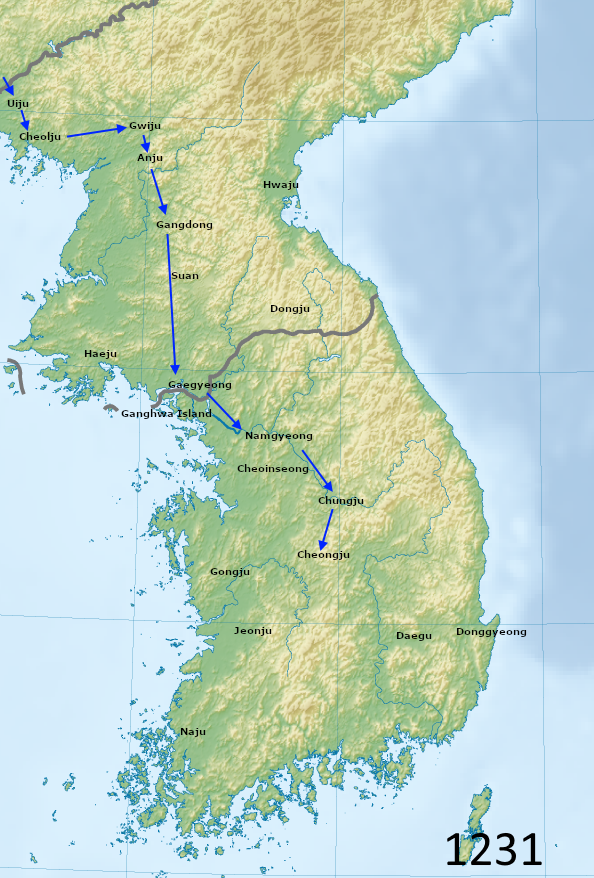
1231年のモンゴル軍の高麗侵攻図

東夏国と高麗国の関係が悪化し始めていた1226年（正大3年/丙戌）6月、これを好機と見た金朝では遼東行省のジェブゲ（哥不靄）に改めて蒲鮮万奴の討伐を命じていた。ジェブゲと東夏国がどのような戦いを繰り広げていたかは不明であるが、モンゴル帝国の側でも早くからこの2つの勢力を危険視していた。
チンギス・カンが死去した翌年の1228年（正大5年/戊子）、「金の平章ジェブゲが遼東で活動していること」と「蒲鮮万奴が開元で自立していること」を理由に、サリクタイ・コルチという将軍が遼東方面に派遣されることになった。この年ははるか西方のイランでジャラールッディーン・メングベルディー討伐のためにチョルマグンが派遣された年でもあり、サリクタイとチョルマグンは「一度征服した地域で蠢動する反攻勢力を討伐する」という共通の目的を持って派遣された「タンマチ（タマ軍）」であると考えられている。なお、このサリクタイ軍は耶律留哥の息子の耶律薛闍を始め、移剌買奴、王栄祖らチンギス・カンの時代よりモンゴル帝国に仕える譜代の契丹人将軍が主体となっていた。1229年（正大6年/己丑）にはウヤル元帥や王栄祖らを率いたサリクタイが遼東に入り、蓋州・宣城等の十城余りを攻略し、ジェブゲも敗走して死んだため、モンゴル帝国は遂に遼東一帯を征服した。
しかし、遼東を平定したサリクタイは東夏国の方面には進まず、高麗国に進軍することになった。1231年（正大8年/辛卯）に高麗国に現れたサリクタイ軍は高麗に対して「汝の国がもし下らなければ、我が軍は引き返すことがないだろう。下れば、我が軍は東夏に向かって去るだろう」と述べており、当初からサリクタイ軍は遼東→高麗→東夏の順で進軍する予定であったようである。ところが、一旦は降伏を受け容れたかに見えた高麗がすぐに叛旗を翻したことにより、1232年（正大9年/壬辰）にサリクタイは水州の処仁城攻めで流れ矢に当たり戦死してしまい、その間の事情は高麗より書簡で東夏国に伝えられた。
折しも、サリクタイの遼東・高麗侵攻と同時進行で進められていた金朝侵攻は1232年の三峰山の戦いの戦いを経て大勢が決しつつあり、オゴデイ・カアンを含むモンゴル軍本隊は北上してモンゴル高原に帰還しようとしていた。ここに至り、1233年（天興2年/癸巳）にモンゴル諸王の議論（クリルタイ）の末、オゴデイの王子のグユクと王族のアルチダイを主将とする正式な遠征軍を蒲鮮万奴に対して派遣することが決められた。グユクとアルチダイ、そしてかつて遼西を席巻したムカリの孫のタシュら率いる軍団は1233年9月に東夏国に侵攻し、東夏国は完全に滅亡した。蒲鮮万奴は生け捕りにされたが、その後の消息は史料上に記されていない。ただし、蒲鮮万奴がモンゴル帝国に質子（トルカク）として差し出したテゲ・コルチは引き続きモンゴルの有力武将として重用されている。